# NGC 472
NGC 472 je galaksija u zviježđu Ribe.

## Vanjske poveznice
- SEDS: NGC 472